# 찰스 G. 아브렐
찰스 진 아브렐(영어: Charles G. Abrell, 1931년 8월 12일 ~ 1951년 6월 10일)은 미국 해병대의 상등병으로, UN의 1951년 5-6월 역공 과정에서 사망하였다.
아브렐은 1951년 6월 10일 화천에서 소대와 함께 적진이 있는 언덕을 향해 지격하는 영웅적인 행동과 희생으로 명예 훈장을 추서하였다. 적의 벙커에 단독으로 공격을 하다 두 차례 부상을 당한 그는 수류탄의 핀을 뽑고 벙커에 투신하면서 적군 포병 대원과의 폭발로 스스로 목숨을 끊었다.

## 생애
찰스 진 아브렐은 1931년 미국 인디애나주 테레호테에서 태어났다. 이후 네바다주 라스베이거스에 있는 공립학교를 다녔으며, 17살이었던 해인 1948년 8월 17일 미국 해병대로 입대하게 된다.

### 미국 해병대
아브렐은 사우스캐롤라이나주에 있는 해병대 관련 시설에서 신병 훈련을 받은 데 이어 노스캐롤라이나주에 있는 해병대 기지 캠프에 소총병으로 배치되었다. 이후 한동안 기지에서 다른 해병들과 함께 대규모 수륙양용훈련을 하다가 한국 전쟁이 일어난 뒤 1950년 8월 17일 미국 샌디에고에서 제1해병사단 제1해병연대와 함께 일본의 고베시로 가는 USS 노블에 탑승하였다. 이후 노블은 9월 9일 고베에서 9월 15일 인천 상륙 작전을 하기 위해 9월 13일에 한국의 앞바다에 도착하였다.
1950년 9월 15일부터 19일까지 인천 상륙 작전과 서울, 원산, 장진호, 함흥 등지에서 1해병사단 1해병연대 2대대 E 중대와 함께 전투애 참여하였다. 이후 1951년 6월 10일 화천에서 폭발로 사망하였고, 명예 훈장이 추서되었다. 한편 아브렐은 인디애나주 파머스버그에 있는 웨스트론 공동묘지에 묻혔다.

## 서훈
| A light blue ribbon with five white five pointed stars |             |                           |
| Gold star                                              | V           | Bronze star · Bronze star |
|                                                        | Silver star |                           |

| 명예훈장       |                          |                     |
| 퍼플 하트 훈장 | 해군 및 해병대 무공 기장 | 대통령 부대 표창    |
| 국방 종군 기장 | 한국 전쟁 종군 기장      | 국제 연합 종군 기장 |

### 명예 훈장 표창장
아브렐의 명예 훈장 표창장에는 다음과 같이 적혀 있다:
의회 명의의 미국 대통령은 찰스 G. 아브렐 미 해병대 상등병에게 사후 명예 훈장을 추서하는 것에 자부심을 갖는다.

표창장:
E 중대에 공격팀의 리더로 있으면서 의무 이상의 목숨을 걸고 적에 대항하며 눈에 띄는 용맹과 대담함을 발휘하기 위해, 소대원들과 함께 진격하며 잘 감추어져 있고 무장되어 있는 적의 언덕을 공격하려고 할 때, 아브렐 상등병은 적진의 강렬한 자동화기로 인해 속박된 공격 분대 사이를 지나가며 자발적으로 감제지형에 위치한 적진의 벙커가 있는 앞으로 돌진하였다. 이전에 그는 적의 수류탄 파편에 맞으면서 부상을 입었지만, 동료들에게 따라오라고 권하면서 벙커를 향해 대담하고 단독적인 공격을 감행하였다. 포좌를 향해 돌진하면서 두 번의 상처를 더 입게 된 그는 손에 움켜쥔 수류탄의 핀을 단호히 뽑고 아직 미사용한 미사일을 손에 쥔 채로 벙커에 몸을 던졌다. 그 결과로 발생한 폭발로 인해 아브렐 상병은 근거지에 있던 적군의 포수 전체와 함께 사망하였고, 그의 모든 동지들에게 영감을 주었으며, 소대의 목적을 달성시키는데 혁혁한 공을 세웠다. 그의 뛰어난 용기와 영웅적인 진취성은 미국 해군성의 최고 전통을 잇고 결속시킨다. 그는 조국을 위하여 용감하게 목숨을 바치었다.
해리 S. 트루먼

## 추모
1982년 인디애나주 역사국은 아브렐을 기념하는 역사적인 표시물을 아브렐의 고향인 테레호테 북부에 설치하였다. 이 표시물은 비고군에 위치한 역사적 표시물 12개 중 하나이다.
2001년 6월 인디애나주 비고군 법원 터에 한국 전쟁에 참전한 사람들을 기리기 위해 실제 찰스 아브렐 크기의 청동상이 봉헌됐다.

## 같이 보기
- 한국 전쟁 명예훈장 수훈자 목록